# Барвінкове (Погребищенський район)
Барві́нкове (до 1968 року — Дубове) — колишнє село в Україні. Підпорядковувалося Розкопанській сільській раді Погребищенського району Вінницької області. Зняте з обліку рішенням Вінницької обласної ради від 27 квітня 2012 року. Код КОАТУУ — 0523484702. Станом на 2008 рік населення становило 24 особи.

## Населення
За даними перепису 2001 року населення села становило 24 особи, із них 95,83 % зазначили рідною мову українську, 4,17 % — осіб російську.
| Рік            | 1897 | 1989 | 2001 |
| -------------- | ---- | ---- | ---- |
| Кількість осіб |      | 66   | 24   |

## Географія
На південному сході від села бере початок річка Безіменна, права притока Кози.